# Monogynella convallariiflora
Monogynella convallariiflora là một loài thực vật có hoa trong họ Bìm bìm. Loài này được (Pavlov) HadaÄ & Chrtek mô tả khoa học đầu tiên năm 1992.